# Sguardo nel vuoto
Sguardo nel vuoto (The Lookout) è un film del 2007 diretto da Scott Frank.

## Trama
Una notte, mentre è in auto con la sua ragazza e due amici, Chris Pratt commette la bravata di guidare a fari spenti, causando un incidente in cui due di loro perderanno la vita. Lui si salva, ma resta menomato nelle sue facoltà mentali, in quanto non riesce più a mettere gli eventi in sequenza. Tormentato dai sensi di colpa, segue un programma di recupero ed abita con Lewis, un cieco che gli fa da assistente. Anche i rapporti con la sua facoltosa famiglia sono difficili.
Un giorno incontra Gary, un suo vecchio compagno di scuola che lo vuole coinvolgere, anche con l'aiuto di una ragazza, in un progetto criminoso; effettuare un furto nel caveau della Banca dove Chris svolge lavori di pulizie. Dopo qualche resistenza Chris, ormai persuaso di non poter ricevere aiuto né dalla famiglia, né da altri, si fa convincere a partecipare al crimine.
All'ultimo momento vorrebbe tirarsi indietro, ma intanto il furto viene scoperto da un poliziotto, amico di Chris, che perde la vita assieme a due dei ladri nella violenta sparatoria che ne segue. Chris riesce a fuggire con il ricco bottino, ma i rapinatori superstiti rapiscono il suo amico cieco, minacciando di ucciderlo se lui non consegnerà loro il denaro rubato.
Con un'ultima sparatoria Chris, che non ha dimenticato gli insegnamenti sull'uso delle armi di quando da giovane andava a caccia, riesce a prevalere sui banditi ed a salvare Lewis. Grazie alla sua condizione mentale, non verrà incriminato per la sua partecipazione alla rapina.

## Ambientazione
Benché ambientato in una località immaginaria, che comunque viene presentata come vicino a Kansas City, la banca che appare nel film si trova ad Hartney (città nella provincia canadese di Manitoba) e molte scene, tra cui quelle di pattinaggio e quelle in cui compare l'esterno della casa di Chris, sono state girate a Winnipeg, che del Manitoba è la capitale.
Molte inquadrature riprendono parti storiche della città, come la sede della Banca di Montréal (1911), il Mercato (1899), la James Ashdown House (1913).

## Altre notizie
Sguardo nel vuoto è l'opera prima come regista di Scott Frank, noto per essere stato lo sceneggiatore di film di successo come Minority Report ed Out of Sight.

## Critica e riconoscimenti
Pur senza esser accolto da critiche entusiastiche, la pellicola ha riscosso comunque notevoli apprezzamenti. In America ha ricevuto valutazioni piuttosto alte, ottenendo un particolare plauso dal critico Leonard Maltin che l'ha giudicato "il miglior film che ho visto sinora quest'anno", e dal quotidiano USA Today, secondo cui "raramente un regista ha fatto un esordio così felice con un film teso, incalzante ed intelligente".
Più prudente David Edelstein sul NYmagazine per il quale "Le ambizioni di Frank sono modeste: distribuire un elegante film di genere, che alla gente piace guardare (...) la tensione avrebbe dovuto essere più disordinata, più improvvisata, più definitiva". Molti altri osservatori hanno però dato giudizi sostanzialmente positivi.
Sul versante della critica italiana il film venne valutato in modo ben più critico: "Dopo aver circolato inutilmente per anni per gli studios di Hollywood, suscitando l'interesse anche di registi importanti, la sceneggiatura di Frank è stata realizzata in Canada dall'autore con esiti controversi (...). Ottima ambientazione, personaggi descritti con cura, ma il racconto è verboso, debole nelle fasi più tese dell'azione, chiuso nei limiti di un thriller tradizionale".
The lookout/Sguardo nel vuoto ha vinto il premio "Best First Feature" (Migliore opera prima) all'edizione 2008 dell'"Independent Spirit Award", una manifestazione dedicata al cinema indipendente, cioè che si muove al di fuori dei canali delle major statunitensi..